# Cecil Williams
Cecil Williams (ur. 28 maja 1995 w Columbii) – amerykański koszykarz występujący na pozycjach rzucającego obrońcy lub niskiego skrzydłowego.
24 czerwca 2020 zawarł kontrakt ze Stelmetem BC Zielona Góra.
14 listopada 2023 dołączył do meksykańskiego Fuerza Regia Monterrey.

## Osiągnięcia
Stan na 16 stycznia 2024, na podstawie, o ile nie zaznaczono inaczej.
NCAA
- Zaliczony do I składu turnieju Great Alaska Shootout (2017)
- Zawodnik tygodnia MAC (5.02.2018)

Drużynowe
- Wicemistrz Polski (2021)[4]
- Zdobywca:
  - Pucharu Polski (2021)[5]
  - Superpucharu Polski (2020)[6]

Indywidualne
(* – nagrody przyznane przez portal eurobasket.com)
- Najlepszy*:
  - zagraniczny zawodnik ligi portugalskiej (2020)[7]
  - skrzydłowy ligi portugalskiej (2020)[7]
- Zaliczony do I składu*:
  - ligi portugalskiej (2020)[7]
  - najlepszych zagranicznych zawodników ligi portugalskiej (2020)[7]